# 亞伯拉罕書
《亞伯拉罕書》是後期聖徒運動創始人約瑟·斯密出版的一部書，其文本內容宣稱是由一份埃及紙草紙上翻譯而來的。該份埃及紙草紙1835年由他的教會（即後來的耶穌基督後期聖徒教會，俗稱摩門教）出面從一個巡迴的木乃伊展覽會購入，然後由約瑟·斯密及他的助手翻譯。譯文最初刊登在後期聖徒運動的官方報紙《時代與季節》上，還附有紙草紙上圖樣的摹本以及約瑟·斯密的解釋。
根據約瑟·斯密的說明，這張紙草紙上的文字是亞伯拉罕親手寫的，內容包括他早期的生活和他接收到的一個關於世界的創造的異象。這部書也是一些後期聖徒運動獨特和具爭議性的教義的來源，包括高陞、多神論、聖職、前生等等的教義。包括基督社區在內許多的後期聖徒運動宗派並不將這本書列為教會正典。
許多年來，原來的紙草紙被認為已經遺失了，但1966年這些紙草紙書卷的部分在美國紐約的大都會藝術博物館內被發現。根據重新被發現的《亞伯拉罕書》的資料來源，埃及學專家說《亞伯拉罕書》的圖像和原來的文字是古代埃及的陪葬用品，翻譯出來的內容和斯密約瑟寫下的《亞伯拉罕書》內容無關。這紙草紙上內容和其他歷史和考古上的證據相符，都是在描述亡者將會在陰間會遇到的一系列事件。摩門教護教學者則呈現了數個可能的理論來捍衛《亞伯拉罕書》的真實性。
《亞伯拉罕書》收錄在摩門教列為教會正典的標準經文中的《無價珍珠》中。

## 歷史

### 來源
根據斯密約瑟的說明，這個翻譯工作是
一份翻譯譯自落入我們手中由埃及古墓而來的古代紀錄，宣稱是亞伯拉罕在埃及的時候所寫下的。
一個名為麥可·錢得樂（Michael Chandler）的愛爾蘭人帶了一個由4個埃及木乃伊和紙草紙書卷組成的巡迴展覽帶到了摩門教的老家美國俄亥俄州嘉德蘭（Kirtland）。這些紙草紙書卷包含了埃及象形文字。斯密約瑟檢視了展出的書卷並宣稱注意到其中一些文字和《摩門經》的金頁片上的文字相似。教會於1835年7月以美金2400元購入四個木乃伊和該份紙草紙書卷。
在仔細檢驗後，斯密約瑟宣稱：
由斐普威廉（W. W. Phelps）和考得里·奧利佛（Oliver Cowdery）充當文士，我開始了翻譯一些字母和埃及象形文字的工作，我們很高興地找到這書卷裡面包含了亞伯拉罕的書寫、另外一卷是埃及的約瑟的書寫等等。——在我繼續進行考察和打開書卷的時候，更多完整的說明將會在它們所在之處被找到。
在1835年7月後來的日子裡，斯密約瑟說他
繼續翻譯《亞伯拉罕書》的字母，並且安排組織埃及語言地文法就像古埃及人使用的一樣。
他繼續指定翻譯文字的內容。
解譯埃及象形文字的能力是從1799年在埃及找到的一塊名為羅塞塔石碑的花崗岩石碑之後才衍生出來。羅塞塔石碑碑文是埃及象形文和希臘文所寫的，由於希臘文是已知的語言，這使得解譯埃及象形文變得可能。但是這些知識和解譯的能力在斯密約瑟指定翻譯《亞伯拉罕書》內容的時代還不怎麼傳佈到美洲大陸，因此斯密約瑟指定翻譯的內容當時並沒有學者可以檢驗真確性。
即使《亞伯拉罕書》在斯密約瑟活著的時候沒有被接受為教會正典，後期聖徒運動裡面的名為耶穌基督後期聖徒教會的一支將它收錄在名為《無價珍珠》書內，並將之列為教會正典。

### 紙草紙書卷的遺失和尋回
在斯密約瑟死後，這些埃及文物主要是他的母親斯密露西保管收藏，直到她1856年5月14日離世。在那之後則是斯密約瑟的遺孀斯密愛瑪保管收藏。在1856年5月25日，斯密愛瑪將四具木乃伊和相關文件售予 Abel Combs （亞伯·寇姆）先生。後來這位寇姆先生賣出了其中兩具木乃伊和一些文件，它們隨後輾轉到了聖路易博物館。它們後來又於1863年被轉到了芝加哥博物館，然後在芝加哥大火的時候被焚毀。而寇姆先生的另外兩具木乃伊的下落後來便不得而知，但是有些剩下的紙草紙書卷存留。在1918年寇姆先生的管家的女兒美國紐約布魯克林的 Alice Heusser （愛麗絲·豪瑟）太太曾就這些紙草紙書卷接觸過在紐約的大都會藝術博物館。大都會藝術博物館則於1947年從她的鰥夫手中買下了這些紙草紙書卷。
1966年5月，猶他大學的 Aziz S. Atiya （艾日·S·艾提亞）找到了這些殘片中的11個。就埃及學來說，這些紙草紙殘片是屬於埃及托勒密王朝晚期的十分普遍的陪葬文物，從而使得這些殘片對大都會藝術博物館而言並沒有太大的價值。根據大都會藝術博物館埃及文物館長 Henry G. Fischer （亨利·費雪）的說明，一個匿名的捐助讓教會得以獲得該份紙草紙殘片。
無庸置疑地斯密約瑟曾經擁有這些紙草紙書卷，因為在這些紙草紙書卷殘片的背面有「俄亥俄州 Kirtland （嘉德蘭）地區聖殿描繪和週邊地圖」。也有斯密愛瑪的證詞指出斯密約瑟曾經擁有這些紙草紙書卷。
隨著這些紙草紙書卷的重新發現，原來斯密約瑟用來翻譯《亞伯拉罕書》的殘片被證實是在這些被發現的紙草紙書卷當中。包括原始的摹寫圖像一在內的插圖現在已經可提供給埃及學專家研究之用。
一個由耶穌基督後期聖徒教會支持的（古代研究和摩門探究基金會，縮寫：FARMS）製作了一系列關於斯密約瑟的紙草紙與《亞伯拉罕書》的研討會和出版物。

## 內容
《亞伯拉罕書》共五章。第一章和第二章包含亞伯拉罕早年生活以及他和他的社會甚至自己的家人的偶像崇拜對抗的過程，內容敘述了異教祭司如何嘗試將他獻祭給他們的神和一位天使如何地拯救他。第二章包含了神和亞伯拉罕立約，和這個約的內容會如何地完成。第三章到第五章包含一個異象，在異象裡面神向他啟示星相、世界的創造和人類的創造。

## 真跡摹寫和圖像釋義
至少有兩位以上的藝術家（包括鋸木人 Reuben Hedlock （流便·何德路克）在內）製作了這一些和木乃伊在一起的三個陪葬圖案的摹寫圖像拓版。這些包括埃及象形文字和神職用書寫的拓版是當年原來用在於美國伊利諾州 Nauvoo （納府）出版摩門教報紙《時代與季節》用的。它們和斯密約瑟的亞伯拉罕書譯文一起出版。
在歷史上四份用來印刷出版亞伯拉罕書的木雕拓版中，大多數摩門教學者認為最早的一份是最精確的摹寫。用於1928年和1978年間的拓版是最不精確的，是因為使用教會買下該文件中遭到破壞的殘片。
這本書和它的圖像是由耶穌基督後期聖徒教會在1852年於英國利物浦首次出版的《無價珍珠》中再次刊行。《無價珍珠》則於1880年10月被耶穌基督後期聖徒教會列為教會正典。
對於每個摹寫圖像斯密約瑟都提供了仔細的說明和關於紙草紙圖像上單元的解釋。非摩門教的埃及學專家都不同意斯密約瑟關於這些古代埃及圖像和書寫的解釋。有些摩門教學者則相信在斯密約瑟的指導下一些殘片上失去或遭損毀的部分被復原使圖像完整和具有美感。

### 真跡摹寫一

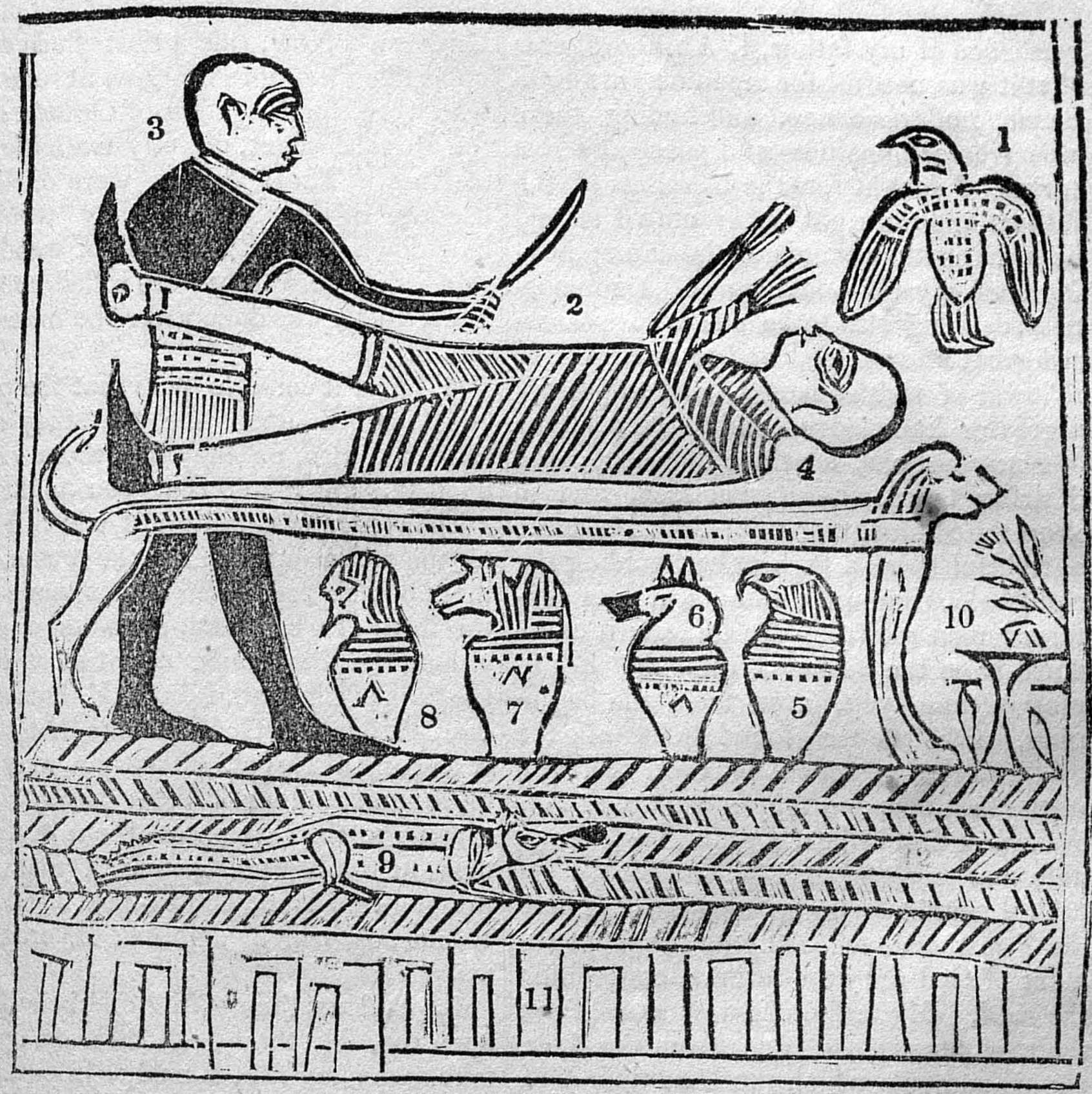
《亞伯拉罕書》真跡摹寫一

根據斯密約瑟的解釋，這畫出了嘗試要將亞伯拉罕獻祭的圖像。亞伯拉罕被「偶像假神奧肯那的祭司」綁在祭壇上面將要將亞伯拉罕獻祭的情形。斯密約瑟解釋這四個在祭壇下面的頭像是偶像假神奧肯那、立拿、瑪瑪克拉和考拉士。
埃及學專家注意到了四個坎努帕斯罐上面的頭像。埃及學專家說這份真跡摹寫畫出製作木乃伊的過程。坎努帕斯罐通常是用來裝木乃伊化的屍體內臟。通常埃及神祇荷魯斯的四個兒子（荷魯斯四子）會被畫在罐子上面。這畫出來的四個兒子（從左到右）是人頭、狒狒頭、狼頭和鷹頭，名字分別是艾姆謝特（保管肝）、哈碧（保管肺）、多姆泰夫（保管胃）和凱布山納夫（保管腸）.。許多這樣子的坎努帕斯罐可以在許多歷史藝術博物館裡面找到。

### 真跡摹寫二

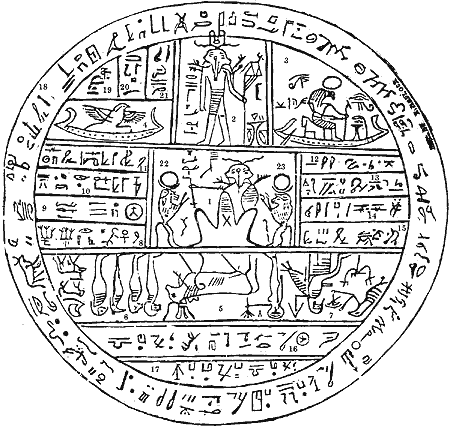
《亞伯拉罕書》真跡摹寫二

斯密約瑟給予了在這份真跡摹寫中的幾個人物們的解釋。中間的那一幅圖案代表口拉卜，是最靠近神的居所的一顆星球。他給了另外的圖像中一些圖像天體學上面的解釋，其他的則說解釋「會在主命定的時候給予」。
對埃及學家而言，真跡摹寫二是一份 hypocephalus（墊頭書），是一份墊在亡者的頭下，提醒亡者自己生前的資料和在陰間時遇到了神祇們該如何進對應退的提醒文件。這些個人化的指示通常陪伴著內容不是太過於表面就是太過個人化的亡者之書。

### 真跡摹寫三

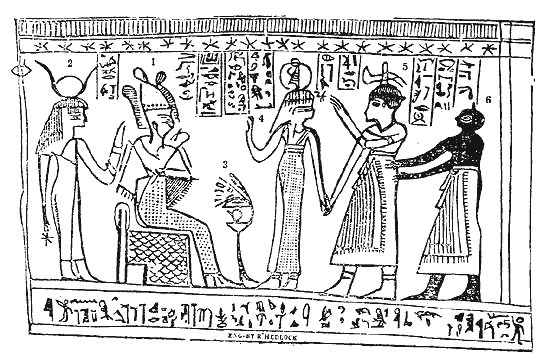
《亞伯拉罕書》真跡摹寫三

斯密約瑟說這個圖像代表亞伯拉罕坐在法老王的王位上對教導星相原理。在「埃及的亞伯拉罕」後面的是法老王，他的名字被寫在額頭上。在「亞伯拉罕」前面的是法老的王子。畫成黑色的那一位是法老王子的奴隸名叫奧林姆拉，在中間的則是法老的一名侍從名叫舒冷。
埃及學專家解釋這畫出亡者在古埃及神祇中的冥王 Osiris（歐西里斯）的王座前面受審的情形。 歐西里斯的圖像顯出他通常的王冠或髮飾，並且他的手臂放在他通常拿著王杖或連枷的位置。許多的例子可以在埃及古墓裡找到。在歐西里斯之前臉轉過去的那一位是 Maat（瑪特），是一位通常頭上穿帶傳統羽毛飾品掌管正義真理和秩序的古埃及女性神祇。

## 分析斯密約瑟的紙草紙書卷
在1967年11月這些紙草紙書卷回到耶穌基督後期聖徒教會手裡後，教會讓教會擁有的楊百翰大學的宗教研究的教授休·尼布理來研究它們。休·尼布理是研究《聖經》和語言學方面的學者，但是並非埃及學或埃及象形文字的專家。耶穌基督後期聖徒教會在其教會刊物上面出版了一系列關於這紙草紙書卷殘片的照片，但卻從未提出翻譯內容。 相反的，在摩門教學術圈子內一份獨立的學刊《對話：一份摩門思想期刊》的主編們邀請了三位特出的埃及學專家－美國芝加哥大學東方研究所的 John A. Wilson （約翰·威爾遜）和 Klaus Baer （克勞斯·拜爾）以及布朗大學埃及學系主任 Richard Parker（理查德·帕克）－用這些出版的照片來翻譯。。他們翻譯的內容於1968年出版於該期刊。
《亞伯拉罕書》的紙草紙書卷包含真跡摹寫一是分成三個部分。Klaus Baer（克勞斯·拜爾）是第一個出版真跡摹寫一原始書卷上的書寫的人，他的翻譯如下：
．．．雅孟拉僧特的先知，公牛母親敏的先知，總督柯恩斯的先知　[?]．．．霍爾，正義的，擁有同樣頭銜者之子，秘密的主人，和眾神歐所瓦、正義的　[?]　．．．正義的提克赫拜的淨化者。願你的巴在其中生活，願你被葬在西．．．願你給他一個良好輝煌的埋葬在底比斯之西就像．．．
霍爾（Hor）是這個被木乃伊化的死者，而提克赫拜（Tikhebyt）是他的母親的名字，巴是他的靈魂。芝加哥大學的 Klaus Baer（克勞斯·拜爾）與後來更新的翻譯版本和楊百翰大學的研究員 Michael D. Rhodes（麥可·羅德）、楊百翰大學埃及學專家 John Gee（約翰·吉）以及芝加哥大學埃及學專家 Robert K. Ritner（羅伯特·K·瑞特納）都相符。
《亞伯拉罕書》的中段接續著真跡摹寫一，是首先由布朗大學的 Richard Parker（理查德·帕克）譯出，他的翻譯如下：
這個柯恩蘇的大池子，［歐西里斯霍爾，正義的］，由提克赫拜，一個類似的人。在他的雙臂靠緊在他的胸前，一手抱著裡外都寫了的字以皇家亞麻製作的呼吸之書，放在他的左手靠近心臟。這是在他的包纏外面所做的。如果這書被頌唸給他，那他就會像眾神的靈魂呼吸一般直到永遠。
關於這一段的翻譯是已經由Klaus Baer（克勞斯·拜爾）、休·尼布理、和 Robert K. Ritner（羅伯特·K·瑞特納）翻譯，且翻譯的內容與 Richard Parker（理查德·帕克）的翻譯雷同。
關於第三段，Klaus Baer（克勞斯·拜爾）注意到「霍爾的呼吸之書」會在真跡摹寫三結束，但是原來的圖像在斯密約瑟當時的紙草紙就已經失去或損毀。使用這個真跡摹寫，原始的翻譯由 Robert K. Ritner（羅伯特·K·瑞特納）提供。.
歐西里斯（真跡摹寫三內標為１的圖像）的標註文字：
歐西里斯的頌唱，最西方者，阿拜多斯（？）之主，偉大的神直到永遠（？）
艾西斯（真跡摹寫三內標為２的圖像）的標註文字：
偉大的艾西斯，神的母親。
瑪特（真跡摹寫三內標為４的圖像）的標註文字:
瑪特，眾神的女伴。
死者霍爾（真跡摹寫三內標為５的圖像）的標註文字:
歐西里斯霍爾，永遠正義。
阿努比斯（真跡摹寫三內標為６的圖像）的標註文字：
阿努比斯保護者（？）的頌唱，第一流的防腐香油亭．．．
祈願文（在圖像下方的文字）：
噢，墓場的眾神、洞穴的眾神、東西南北四方的眾神，請施予由提克赫拜所生正義的歐西里斯霍爾救助。
真跡摹寫三和真跡摹寫一和紙草紙書卷之間的關聯是建立在死者的名字霍爾和他母親的名字提克赫拜在圖像上的出現。關於真跡摹寫三的其他翻譯有如 Michael D. Rhodes（麥可·羅德）所翻譯的，內容和 Robert K. Ritner（羅伯特·K·瑞特納）的翻譯相符。

## 評論和回應
評論家利用這些現代翻譯出來的文本內容來作為攻詰《亞伯拉罕書》的真實性的論點。主要論點如下：
- 不論是尋回的紙草紙或者是和《亞伯拉罕書》一起出版的圖像拓本都不和亞伯拉罕有任何歷史上或者是本文內容上的關係。亞伯拉罕的名字沒有出現在紙草紙和圖像拓本上[36]。
- 斯密約瑟對圖像的解釋與近代埃及學專家解釋的內容沒有任何相似之處[37]。摩門教護教學者則回應說一些斯密約瑟的翻譯內容是重建原作者圖像符號上的原義，而不是文字上逐字逐句地翻譯埃及象形文[38]。
- 斯密約瑟的紙草紙書卷是在埃及的托勒密王朝末期至羅馬帝國統治時期早期的作品，大約較亞伯拉罕本人生活的時期晚了1500年。[39]。摩門教護教學者不否認時間年代上面的差異，則回應說《亞伯拉罕書》只需要是亞伯拉罕原稿的複製本，並說有一些同一時期的埃及卷軸上面有亞伯拉罕的名字。[40]
- 斯密約瑟的《亞伯拉罕書》文本內顯示與亞伯拉罕的時代背景不和之處。[41]
- 在斯密約瑟的文士們紀錄下來的文件中有一份名為《Egyptian Alphabet and Grammar（埃及字母和文法）》的文件也稱為《Kirtland Egyptian Papers（嘉德蘭埃及文件）》。該文件手稿支持「《亞伯拉罕書》是從現存的紙草紙書卷殘本上錯誤地翻譯出來」的論點。[42]

摩門教護教學者呈現了一些理論來捍衛《亞伯拉罕書》的真實性。主要比較熱門的理論辯駁內容如下：
- 現存的紙草紙殘片不是斯密約瑟用來翻譯《亞伯拉罕書》的那一份，或者，這些殘片只是斯密約瑟用來重建被摧毀的原始完整的紙草紙書卷的起點[43]。評論者則回應真跡摹寫一與現存的斯密約瑟紙草紙書卷相符，並且《亞伯拉罕書》有直接參考對照 facsimile 1 之處。[44]
- 斯密約瑟是受啟示感動而寫下《亞伯拉罕書》，而並非一般由一種語言轉換到另外一種語言的「翻譯」。這種特殊的過程類似斯密約瑟「翻譯」《聖經》斯密約瑟譯本的過程[45]。評論者則注意到《Egyptian Alphabet and Grammar（埃及字母和文法）》文件的存在顯明斯密約瑟是他嘗試翻譯（而非受啟示）的明證[46]。其他評論者則注意到這項啟示理論與斯密約瑟本人說《亞伯拉罕書》是翻譯自亞伯拉罕親手所寫的手稿的聲明以及摩門教其他教會內文件互相矛盾[47]。
- 亞伯拉罕的書寫也許是神秘無法言傳地編寫在埃及陪葬卷軸裡面，就像是透過記憶符號的器具一樣[48]。評論者仍指出無法解決斯密約瑟在過往教會紀錄中不斷的聲稱他是在「翻譯」。
- 這些真跡摹寫的圖像不是亞伯拉罕畫的，而是許多世紀後的猶太教編輯修訂者畫的[49]。但是無法解決斯密約瑟稱該書卷是亞伯拉罕親手所寫所造成的矛盾。

## 對摩爾門教的重要性
《亞伯拉罕書》本身提供了許多重要的摩門教教義的依據，包括高陞、多神論、聖職和靈魂先存。這些依據其中一部分無法在除了《亞伯拉罕書》以外的耶穌基督後期聖徒教會標準經文中找到依據。
耶穌基督後期聖徒教會之外的另外一個後期聖徒運動的主要分支是基督社區（以前稱作重組後的耶穌基督後期聖徒教會），基督社區並沒有接受《亞伯拉罕書》為教會正典。在1896年，當時的基督社區教會領袖斯密約瑟三世（小斯密約瑟之子）和 Herman C. Smith 宣告：
在我們所知的範圍裡面教會從來沒有對這個工作做出任何的行動，不論是背書支持或者是詛咒；所以它不能被稱之為一份教會出版物；教會也不能被要求回答它的教導是否正確。斯密約瑟作為它的翻譯者當然地會致力達成翻譯上的正確，但並不代表為了它的歷史或教義內容背書支持。